# Louis Franchet d'Esperey
Louis Félix Marie François Franchet d'Esperey (n. 25 mai 1856, Mostaganem, Franța – d. 8 iulie 1942, Saint-Amancet, Midi-Pyrénées, Franța) a fost un general francez în timpul primului război mondial.

## Biografie
S-a născut în Mostaganem, azi Algeria, fiul unui ofițer de cavalerie din Chasseurs d'Afrique. A fost educat la École Spéciale Militaire de Saint-Cyr, de unde a absolvit în 1876. După primul război mondial Generalul d'Esperey a coordonat operațiunile militare împotriva Republicii Sovietice Maghiare în 1919.
La 10 mai 1936 a participat la sărbătorirea zilei naționale a României, în prezența regelui Carol al II-lea, a principelui moștenitor Mihai, fostei regine Maria, principilor  Elisabeta și Nicolae, guvernului României și altor oficialități.